# Kerabistus klantei
Kerabistus klantei är en insektsart som beskrevs av Bragg 200. Kerabistus klantei ingår i släktet Kerabistus och familjen Aschiphasmatidae. Inga underarter finns listade i Catalogue of Life.